# Campylaspis similis
Campylaspis similis är en kräftdjursart som beskrevs av Hale 1945. Campylaspis similis ingår i släktet Campylaspis och familjen Nannastacidae. Inga underarter finns listade i Catalogue of Life.